# Mario Cyr
Mario Cyr, né le 22 novembre 1959 à Grande-Entrée, est un plongeur et photographe sous-marin québécois. Il est spécialiste de la photographie sous-marine en eaux froides.

## Biographie
Mario Cyr est né sur l'île de la Grande Entrée, dans l'archipel des îles de la Madeleine (golfe du Saint-Laurent). Il est le fils de  Marie-Claire Pealey et d'Hénéri Cyr. Jeune, il a été pêcheur de homards et a suivi des études pour devenir ambulancier.
Il effectue sa première plongée le 10 juillet 1976, à la recherche de palourdes. Devenu guide-plongeur, il se spécialise en tournage sous-marin à partir de 1984. Sa carrière cinématographique débute réellement en 1991, alors qu'il débute un partenariat avec National Geographic. Il se spécialise dans les tournages en eaux froides, en Arctique, là où il a effectué plusieurs dizaines d'expéditions. Son expertise l'amène à travailler en tant que cadreur sous-marin pour des documentaires animaliers de nombreuses chaînes comme Discovery Channel, BBC Earth et Disneynature. De septembre 2005 à novembre 2006, il est de l'équipage du Sedna IV, mission partie en Antarctique pour mesurer les effets des changements climatiques.
Régulièrement interpellé sur les questions environnementales et maritimes, il donne plusieurs conférences chaque année,,.
De 1993 à 1997, il est maire de Grande-Entrée. Il y est propriétaire du bistro Plongée Alpha.

## Filmographie

### Cadreur sous-marin
- 2007 : Mission Antarctique
- 2009 : Océans
- 2011 : Kingdom of the Oceans
- 2013 : Polar Bears: Ice Bear
- 2019 : Odyssée sous les glaces

## Œuvres
- L'aventurier des glaces, Éditions Cardinal, 2018 (ISBN 9782924646311, présentation en ligne)

## Distinctions
- 2021:  Chevalier de l'Ordre national du Québec[8]